# Da Costa-fallet

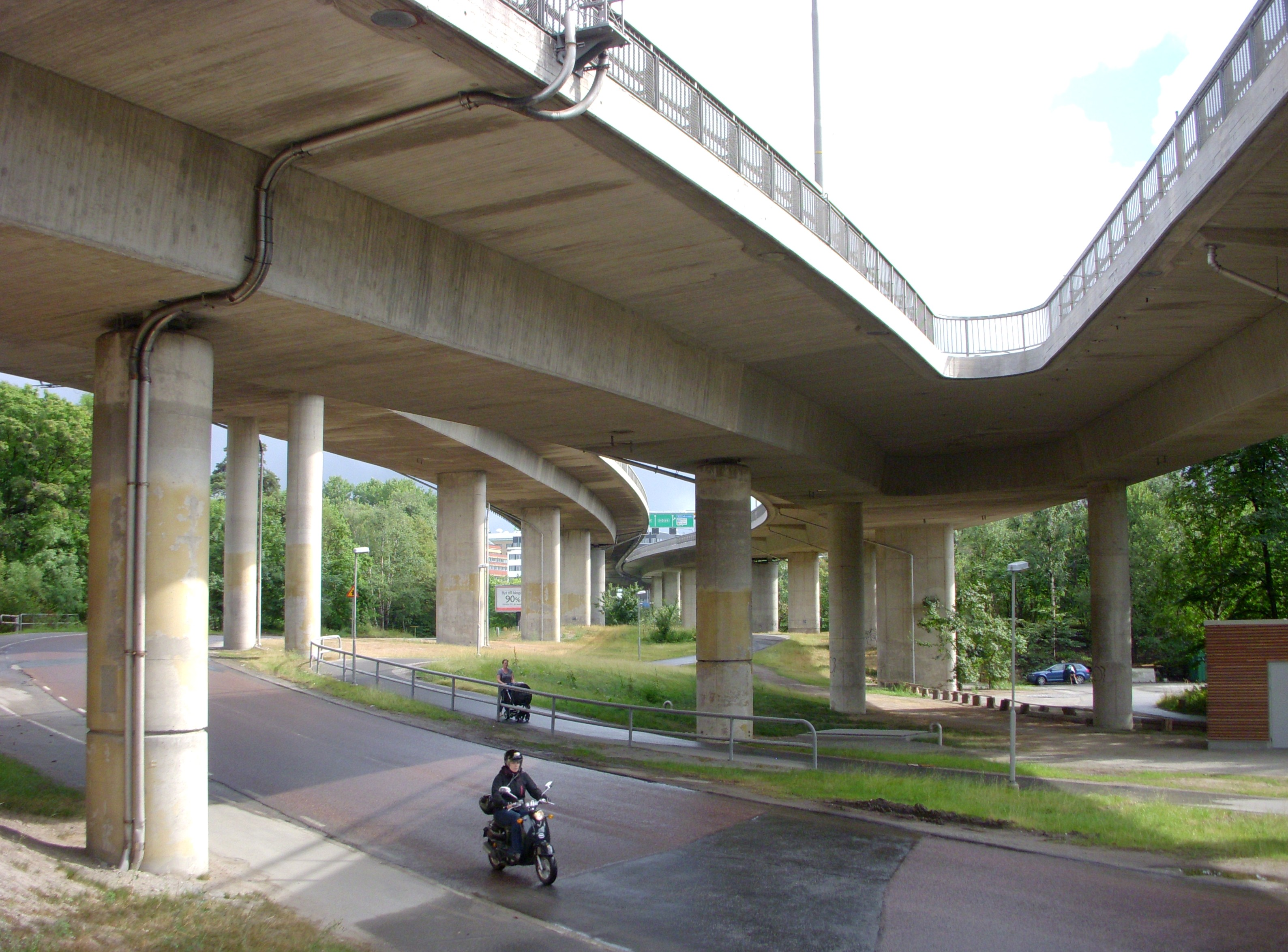
Snett nedanför Karlbergsbron – i skogspartiet till vänster – gjordes första fyndet av kroppsdelar efter Catrine da Costa, den 18 juli 1984.

da Costa-fallet, eller styckmordsrättegången, styckmordsmålet eller styckmålet, är namnet på en rättsprocess (en rad rättegångar) som pågick i Stockholm mellan 1984 och 2012 sedan delar av en styckad kropp hittats. Processerna har fått mycket publicitet; flera böcker har skrivits och fallet har behandlats i både TV- och radioprogram. 

## Catrine da Costa
27-åriga Catrine da Costa, född Bäckström i Luleå 1956, var drogmissbrukare och prostituerad i Stockholms innerstad. Bakom sig hade hon ett äktenskap med en man från Portugal, där hon även bott periodvis. Hennes två barn hade omhändertagits av de sociala myndigheterna, och som närmast anhöriga fanns mor och syster i Solna. Hon saknade fast adress och hade under våren 1984 bott i perioder hos olika män och på härbärgen. På pingstdagens förmiddag söndagen den 10 juni 1984 gjordes den sista kända observationen av henne i livet i Kungsträdgården. 
Den 18 juli 1984 hittades ett par plastsäckar med delar av en styckad kropp vid Talludden under Essingeleden. Därefter hittades den 7 augusti ytterligare några säckar med delar av samma kropp en kilometer därifrån vid Eugeniavägen vid Karolinska institutet, kroppen identifieras med hjälp av fingeravtryck som Catrine da Costa. Huvudet, genitalierna, de inre organen och det ena bröstet återfanns aldrig.

## ”Allmänläkaren” och ”Obducenten”
En rättsläkare vid rättsläkarstationen i Solna misstänktes kort därefter av polisen. Han anhölls den 3 december 1984 men släpptes fem dagar senare i brist på bevis. Han påstods ha varit kund hos prostituerade på Malmskillnadsgatan vid flera tillfällen, och hans arbetsplats låg mellan de båda platserna där delar av kroppen återfunnits. Rättsläkaren och en allmänläkare åtalades i januari 1988 för att tillsammans ha mördat och styckat Catrine da Costa på rättsläkarstationen i Solna. De åtalade kom i massmedia att kallas ”allmänläkaren” och ”obducenten”.

### Brottmålet i de allmänna domstolarna
Läkarna häktades hösten 1987 och åtalades för mord vid Stockholms tingsrätt i januari 1988. Den 8 mars ansåg en oenig tingsrätt (ordföranden och en nämndeman var skiljaktiga) att det förelåg övertygande bevisning för att de tilltalade begått mordet och rätten beslutade att de skulle sitta i häkte medan de genomgick en rättspsykiatrisk undersökning (RPU). 
Rättegången vid Stockholms tingsrätt fick dock tas om. Nämndemännen hade låtit sig intervjuas av journalisten Richard Aschberg om vad som sagts under överläggningen. Uppgifterna publicerades i tidningen Aftonbladet den 9 mars 1988. De tilltalades försvarare yrkade i Svea hovrätt att hovrätten skulle undanröja beslutet om RPU och försätta dem på fri fot, bland annat med hänvisning till att rättegångsfel begåtts eftersom nämndemännen berättat om konfidentiella överläggningar samt då rättens ordförande Birgitta Karlholm inte närvarat vid rättens sista överläggning. Hovrätten fann att ett rättegångsfel begåtts samt gjorde en egen bevisvärdering för att kunna bedöma häktningsfrågan. En summarisk genomgång gav vid handen att "flera för de tilltalade besvärande omständigheter som kan tyda på att Catrine da Costas kropp under pingsthelgen 1984 har styckats på rättsläkarstationen i Solna" förelåg, men det saknades utredning i väsentliga avseenden – bland annat i fråga om hur da Costa bragts om livet. Några nämndemän hade "för pressen framhållit att de varit tveksamma till om åklagarens bevisning var tillräcklig", angav hovrätten, som vid en samlad bedömning fann att "det föreligger en beaktansvärd möjlighet att mordåtalet vid en slutlig prövning inte kommer att bifallas", och att tillräckliga skäl för häktning därför inte fanns. De tilltalade skulle därför försättas på fri fot och rättegången göras om. Målet togs om i sin helhet med helt nya ledamöter i rätten. 
Den 30 maj 1988 inleddes en ny rättegång i Stockholms tingsrätt, ovanlig bland annat eftersom de åtalade inte var häktade, vilket annars är obligatoriskt vid mord. Tingsrätten bad Socialstyrelsens vetenskapliga råd i rättsmedicin att studera fallet, och rådet kom fram till att då vitala organ saknades kunde inte dödsorsak fastställas. Därmed kunde man inte utesluta att hon dött en naturlig död och därefter styckats. Domen meddelades den 8 juli och innebar att rätten ogillade samtliga åtal mot de bägge männen (som även var åtalade för grov otukt med barn respektive misshandel). Tingsrätten uttalade dock i sina domskäl att det var "ställt utom allt rimligt tvivel" att läkarna hade styckat den mördades kropp, men att brottet mot griftefriden var preskriberat, då preskriptionstiden för nämnda brott var två år. (Sedan 1993 är preskriptionstiden fem år.) Läkarna hade inte åtalats för brottet och därför inte givits chansen att försvara sig mot den anklagelsen.
De frikända läkarna försökte överklaga domskälen, men detta gick inte, då man endast kan överklaga domslut och inte domskäl, och en frikänd kan inte överklaga ett helt friande domslut. Den 30 september 1988 avvisade hovrätten läkarnas överklagan, med motiveringen att de de facto hade frikänts i tingsrätten. I början av år 1989 nekades läkarna prövningstillstånd av Högsta domstolen.
Justitiekanslerns granskning av rättsprocessen ledde i mars 1989 till delvis upprättelse för tingsrätten i den första rättegången. Såväl den lagman som ersatte Birgitta Karlholm (Carl-Anton Spak) som hovrättens intervention i ärendet kritiserades och nämndemännens uttalanden i medierna kunde enligt JK inte anses vara ett grovt rättegångsfel som skulle leda till ny rättegång.
I samband med rättegångarna 1988 förekom också anklagelser om att obducenten var skyldig även till andra brott, och det sätt på vilket han levde sitt liv ifrågasattes. Hans dåvarande frus självmord den 6 januari 1982 angavs i pressen som misstänkt mord. De polisutredningar som gjordes styrkte dock inte påståendet om mord.

### Återkallelse av läkarlegitimationer
Socialstyrelsen ansökte hos Hälso- och sjukvårdens ansvarsnämnd (HSAN) om att läkarlegitimationerna för obducenten och allmänläkaren skulle dras in, med stöd av tingsrättens skrivning att läkarna styckat da Costas kropp. Ansökan bifölls den 23 maj 1989, men de bägge juristerna i nämnden var skiljaktiga. 
Frågan har prövats två gånger i kammarrätten. Första gången, den 6 oktober 1989, upphävde kammarrätten HSAN:s beslut. Högsta förvaltningsdomstolen ålade därefter kammarrätten att ompröva ärendet i hela dess vidd, inkluderat bevisprövningen i den allmänna domstolen. Domstolen fann att det inte fanns skäl att ställa lägre krav än som skulle ha gjorts i ett mål om åtal för styckningen (se RÅ 1990 ref. 64).
Den 31 maj 1991 beslutade kammarrätten att återkallelsen av läkarnas legitimationer skulle bestå. Kammarrätten fann att det var ställt utom allt rimligt tvivel att de bägge läkarna styckat kroppen. Vid senare överklagande till Högsta förvaltningsdomstolen, resningsansökningar (och klagande över domvilla) till Svea hovrätt och Högsta domstolen samt tre resningsansökningar (beslut 2001, 2004 och 2011) till Högsta förvaltningsdomstolen har läkarna ej vunnit framgång. Europadomstolen har nekat att ta upp frågan om de indragna läkarlegitimationerna.

### Talan mot staten om skadestånd

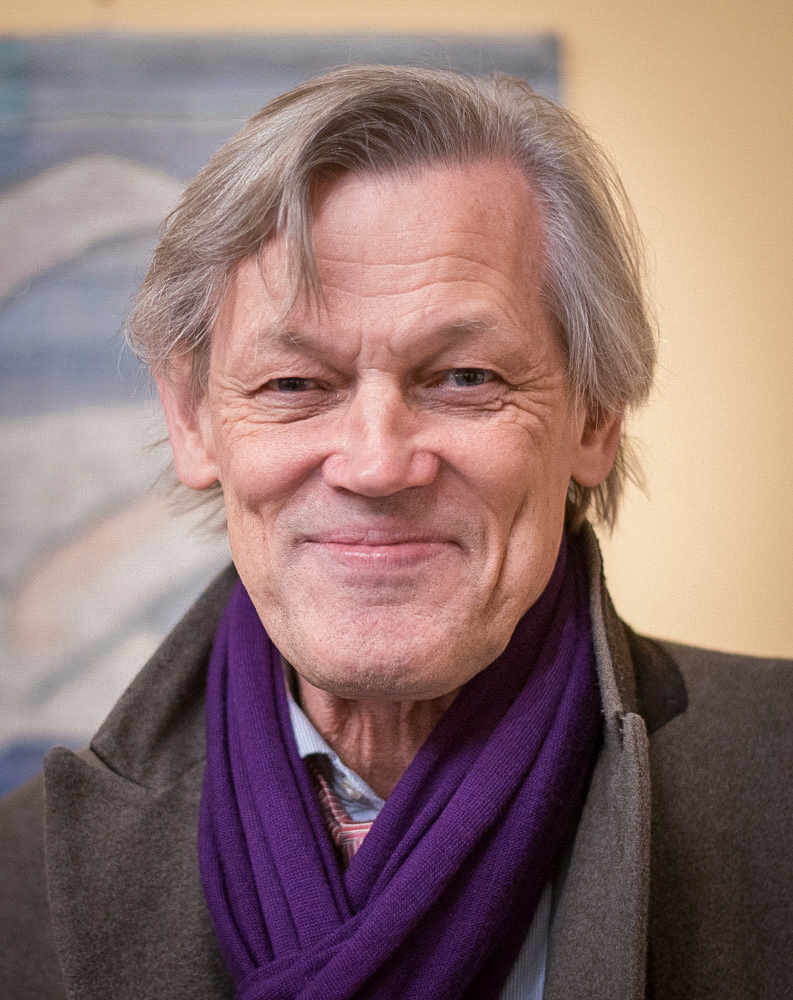
Justitiekanslern Göran Lambertz satte punkt för läkarnas första resningsärende och motsatte sig läkarnas anspråk i den skadeståndsprocess som inleddes 2007.
"Själv stod jag som en åsna mellan två hötappar. Ibland var jag övertygad om att läkarna var oskyldiga, ibland om motsatsen. För det mesta visste jag inte vad jag skulle tro, och så är det än i dag."
—Göran Lambertz i sin blogg 2015-12-13.

De två läkarna har genom rättsprocess försökt att återfå sina legitimationer och även få skadestånd för lidandet de åsamkats genom sitt ombud, professor emeritus i civilrätt Anders Agell. De rättegångarna har rört Socialstyrelsens bedömning av rätten till fortsatt innehav av läkarlegitimation.
Staten (genom Justitiekanslern) har invänt att dessa skadeståndsanspråk är preskriberade då alltför lång tid förflutit. Attunda tingsrätt beslutade genom domaren Nils Hedström i en mellandom i april 2008 att någon preskription inte har inträtt. Domaren Nils Hedström undgick inte kritik för sitt beslut att ogilla statens preskriptionsinvändning. 
I slutet av november 2009 steg de båda läkarna än en gång in i rättsalen och fordrade svenska staten på 40 miljoner kronor i skadestånd eftersom de båda männen hävdar att de fått sina liv förstörda. Läkarnas käromål ogillades i domen den 18 februari 2010. Hovrätten beviljade inte prövningstillstånd, och Högsta domstolen, som (till skillnad från tingsrätten) fann att de flesta anspråk var preskriberade och resten grundlösa, beviljade i juli 2012 inte prövningstillstånd i hovrätten. Tingsrättens dom stod därför fast.

### Ansökningar om nåd
En organisation sökte nåd för läkarna hos regeringen. Läkarna yttrade sig i ärendet och ansåg att de inte kan be om nåd för något de inte gjort. De begärde att myndigheternas avgöranden, genom vilka de fråntagits sina läkarlegitimationer, prövas av en kommission eller parlamentarisk granskning. Regeringen fann i ett beslut den 11 oktober 2012, undertecknat av Göran Hägglund att "återkallelse av läkarlegitimation är en sådan administrativ skyddsåtgärd som inte omfattas av nådeinstitutet" och att ansökan därför inte skulle prövas. Regeringen ansåg även att det "inte har framkommit skäl för att vidta några åtgärder med anledning av" läkarnas begäran om att regeringen skulle tillsätta en kommission eller parlamentarisk granskning. Efter att en annan organisation ansökt om nåd för läkarna rörande läkarlegitimationerna, fann regeringen, i ett beslut den 14 mars 2019 undertecknat av Mikael Damberg, att ansökan, på samma skäl som tidigare, inte skulle tas upp till prövning.

### Debatt

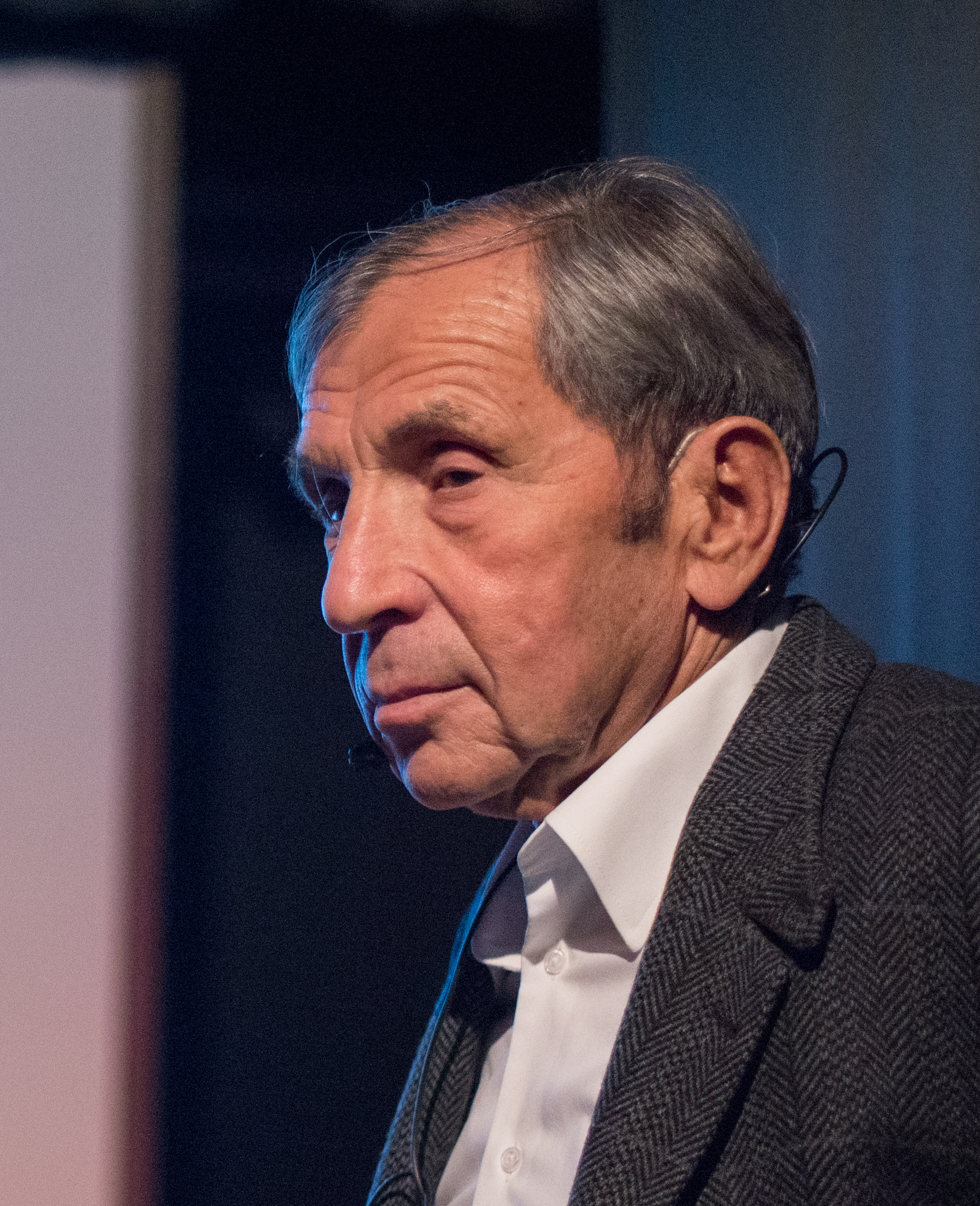
Jovan Rajs obducerade da Costa 1984. Han var samtidigt handledare åt sin sedermera mordåtalade rättsläkarkollega. Han blev ett av huvudvittnena i rättegångarna och aktiv i den offentliga debatten kring fallet.

Fallet har stått i fokus för flera debatter om feminism och rättvisa i Sverige och om rättssäkerheten i Sverige. Det har diskuterats vilken trovärdighet man ska sätta till missbrukares uppgifter, hur trovärdigt ett litet barns uppgifter är och vilken roll expertvittnen ska spela i domstolarna.
Journalisten Hanna Olsson som bevakade fallet för Dagens Nyheter engagerade sig tidigt i debatten och hävdar också att de två åtalade är skyldiga. Olsson avslöjade att förhörsprotokollen innehöll bevis för att obducenten hade ett exceptionellt intresse för prostitution och våld. På frågan om varför detta material uteslöts svarade chefsåklagare Anders Helin att han "inte ville smutskasta männen" och att han inte kallade prostituerade som vittnen därför att han "inte ville ha några fladdriga vittnen i rätten." Å andra sidan anser journalisten Per Lindeberg att de två är oskyldiga och hävdar dessutom att de har utsatts för ett av Sveriges största justitiemord i modern tid. Lindeberg menar att rättegången blev politiserad och att det finns flera svagheter i åtalet: vid vittneskonfrontationerna tubbades vittnen att peka ut de åtalade, brottsutredningen var inte förutsättningslös, och försvarsadvokaterna skötte inte sin uppgift. Jovan Rajs, professor emeritus i rättsmedicin och obducentens mentor, hävdar i sin delvis självbiografiska bok att obducenten mycket väl kan vara skyldig till såväl mordet som styckningen av kvinnan. Rajs anser även att rättsrötan i samband med styckmordsutredningen var uppenbar.[källa behövs]
I en serie reportage 2002 i Uppdrag granskning på Sveriges television granskade Lars Borgnäs obducentens förehavanden i samband med att hans första fru hittades hängd i en snara runt sänggaveln på trettondagen 1982. Borgnäs sökte leda i bevis, bland annat med hjälp av den tyske rättsläkaren Bernd Brinkmann, att obducenten skulle ha mördat sin fru och kamouflerat brottet till att se ut som självmord. Borgnäs menar även i sin bok Sanningen är en sällsynt gäst (2003) att frågetecknen kring fruns självmord är många och att obducentens beteende i samband med utredningen var märkligt (han anges ha uppträtt likgiltigt inför fruns död). Polisen har utrett detta vid fyra tillfällen, bland annat i samband med Borgnäs reportage, och inte kunnat komma fram till något annat än att det rört sig om ett självmord. I boken Döden är en man hävdar Per Lindeberg att ytterdörren var reglad från insidan när obducenten och hans väninna kom till lägenheten och hittade kroppen. De kunde då endast med stora besvär komma in i lägenheten, och Lindeberg anser det därmed vara bevisat att han inte kunnat utföra något brott inne i lägenheten.

## Andra misstänkta
Förutom läkarna har flera personer utretts genom åren. I utredningar från 1999 och framåt har polisens fokus riktats mot till exempel Solna-mannen, som kände Catrine da Costa och var anhållen 1999 skäligen misstänkt för mord, men sedan släpptes. Polisen har fått kritik från de egna leden för att de inte DNA-testade en person som tidigare dömts för styckmord. Läkarnas ombud försökte förmå åklagaren att DNA-testa en person som fanns i da Costas adressbok men det var ej möjligt att genomföra då lagen inte tillåter att vårdsekretessen bryts annat än om någon är misstänkt för brott som kan leda till minst ett års fängelse.[källa behövs] Biologiska prov som lämnats av en individ i ett syfte inom vård och medicinsk forskning får inte användas för andra syften.[källa behövs] Det krävs också att en rättsprocess ska följa på en kriminalteknisk undersökning. Den person, som läkarnas ombud önskade få sparade prover i vårdens arkiv framtagna och DNA-testade, avled under 1980-talet och någon rättslig prövning skulle inte kunna följa. Ett tips rörde en sexualförbrytare som polisen valde att inte DNA-testa.[källa behövs]
Framsteg i kriminalteknik och nya analysmetoder har gjort att analyser av teknisk bevisning kan göras idag som inte var möjliga då fynden gjordes. Med ny DNA-teknik har man nu fastställt att hårstrån som hittades på en handduk som återfanns intill Catrines kropp inte kommer från vare sig allmänläkaren eller obducenten. De fingeravtryck som påträffades på plastpåsarna som likdelarna låg i var alldeles för otydliga för att någon skulle kunna fastslås eller uteslutas som fingeravtryckslämnare. År 2011 överlämnade före detta polisen Olle Torge en utredning till Cold case-gruppen. Torge gör gällande att polisen missat att Catrine da Costa skulle träffa en man som släppts från kriminalvården vid tiden för mordet.[källa behövs]
Kim Larsson lyfter i Styckmordet/epilogen fram en man som han kallar "Hästdödaren" som en misstänkt gärningsman.[källa behövs]

## Dokumentärer (i urval)
- 2005 – Styckmordet, SVT2, 2005-05-14 (dramadokumentär)[19]
- 2006 – "Catrine da Costa", P3 Dokumentär, Sveriges Radio P3, 2006-01-29: sjätte avsnittet (första avsnittet i säsong 2)
- 2011 – Veckans brott, SVT1, 2011-03-22: säsong 2 avsnitt 9 (hela avsnittet ägnades åt fallet)
- 2017 – GW:s mord, TV4, 2017-04-25: säsong 1 avsnitt 2
- 2022 – Fallet Catrine da Costa, Spår, dokumentärpodd i sex delar av Anton Berg och Martin Johnson
- 2024 – Det svenska styckmordet, SVT, dokumentärserie i fyra delar av Dan Josefsson och Johannes Hallbom

## da Costa-fallet inom konst och populärkultur
da Costa-fallet har varit en inspirationskälla till flera konstnärliga och populärkulturella verk från 1980-talet och framåt, inte minst till följd av Hanna Olssons debattbok Catrine och rättvisan (1990). På scen satte Lars Rudolfsson upp Strindbergsdramat Ett drömspel på Orionteatern 1990, i en bearbetning med tydliga kopplingar till da Costa-fallet, inspirerad av Olssons bok och med godkännande från Catrine da Costas anhöriga.

### Webbkällor
- ”Hästdödaren - intressant i flera utredningar”. crimenews.se. Arkiverad från originalet den 2 februari 2012. https://web.archive.org/web/20120202002146/http://www.crimenews.se/svensk-kriminalhistoria/203916-haestdoedaren.html.